# David Ford (político)

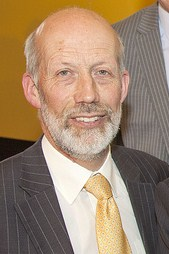
David Ford

David Ford, nacido el 24 de febrero de 1951 en Kent, Inglaterra, es un político, actual líder del Partido de la Alianza de Irlanda del Norte, miembro de la Asamblea de Irlanda del Norte y, desde 2010, Ministro de Justicia en el Gobierno de Irlanda del Norte.